# Robert Conquest
George Robert Ackworth Conquest CMG (Malvern, Worcestershire, 15 de julio de 1917 - Palo Alto, California, 3 de agosto de 2015) fue un historiador y escritor británico, célebre por sus obras relacionadas con la Unión Soviética y en especial por la publicación en 1968 de El Gran Terror, una síntesis de la Gran Purga de Stalin en la década de 1930. Desde 1981, fue investigador en la Universidad de Stanford.

## Primeros años
Robert Conquest nació en Malvern, Worcestershire, hijo de un hombre de negocios estadounidense y una madre noruega. Su padre sirvió en el Ejército francés durante la Primera Guerra Mundial y obtuvo la Croix de Guerre en 1916. Conquest estudió en el Winchester College, en la Universidad de Grenoble y en el Magdalen College, de Oxford, donde obtuvo una beca en historia moderna y se graduó con los grados de bachiller y máster en Filosofía, Política y Economía, y con grado de doctor en Historia de la Unión Soviética.
En 1937, después de terminar su año en la Universidad de Grenoble y de un viaje a Bulgaria, Conquest regresó a Oxford y se hizo miembro del Partido Comunista de Gran Bretaña. Algunos de sus compañeros fueron el político Denis Healey y el escritor Philip Toynbee, hijo de Arnold J. Toynbee.
Cuando estalló la Segunda Guerra Mundial, Conquest sirvió en la Infantería Ligera de Oxfordshire y Buckinghamshire y se convirtió en un agente de inteligencia. En 1940, contrajo matrimonio con Joan Watkins, con quien tuvo dos hijos. En 1942, ingresó en la Escuela de Estudios Eslavos y de Europa del Este, donde estudió búlgaro durante cuatro meses.
En 1944, Conquest fue enviado nuevamente a Bulgaria como oficial de enlace con el Ejército búlgaro. Allí conoció a Tatiana Mihailova, quien sería su segunda esposa. Al final de la guerra, fue transferido al servicio diplomático y comenzó a trabajar como oficial de prensa en la embajada británica en Sofía, Bulgaria, donde presenció el crecimiento gradual del comunismo soviético en el país. Abandonó Bulgaria en 1948, ayudando a Tatiana a escapar del nuevo régimen. De regreso en Londres, se divorció de su primera esposa y se casó con Tatiana. El matrimonio terminó cuando a Tatiana le diagnosticaron esquizofrenia.
Más tarde, Conquest se unió al Information Research Department (IRD), una unidad creada con el propósito de combatir la influencia del comunismo y de promover de manera activa las ideas anticomunistas, formando alianzas con periodistas, sindicatos y otras organizaciones. En 1956, Conquest dejó el IRD y empezó a trabajar como escritor e historiador. Praeger Press, una editorial estadounidense que publicaba libros requeridos por la CIA, distribuyó una parte de sus obras. Entre 1962 y 1963, fue editor literario del periódico The Spectator, pero renunció cuando descubrió que interfería con sus obras históricas. Sus primeros libros, Power and Politics in the USSR y Soviet Deportation of Nationalities, se publicaron en 1960. Sus otras obras del principio de su carrera que trataban sobre la Unión Soviética fueron Soviet Nationalities Policy in Practice, Industrial Workers in the USSR, Justice and the Legal System in the USSR y Agricultural Workers in the USSR. Formó parte del elenco de historiadores profesionales que trabajaban en instituciones cuasi gubernamentales como propagandistas. Su oficina de Harvard era en buena medida un adjunto
del Pentágono. El estatus de Conquest fue reconocido por McGeorge Bundy, diseñador de la política de seguridad nacional y extranjera de los presidentes Kennedy y Johnson. Bundy: de manera eufemística y algo confusa, se refería a los injertos de estudio
histórico y política práctica --al estilo de Conquest-- como "muestras del alto grado de
interpenetración entre las universidades y los programas de área e información de las agencias del gobierno de los EE. UU." (Citado en Ford C., Donovan of OSS [Donovan de
la OSS], Boston, Little, Brown y John, 1970, p. 111). 
Además de su trabajo de investigación, Conquest fue una de las figuras más importantes de un movimiento literario británico conocido como The Movement, que incluía a Philip Larkin y Kingsley Amis. También publicó una novela de ciencia ficción y la primera de las cinco antologías de este tema que editó en forma conjunta con Amis.

## El Gran Terror
En 1968, Conquest publicó la que sería su obra más conocida, El Gran Terror: la purga de Stalin en los años treinta, la primera investigación exhaustiva sobre la Gran Purga que se llevó a cabo en la Unión Soviética entre 1934 y 1939. El libro se basa en su mayoría en información que había sido hecha pública, de manera oficial o por civiles, durante el llamado "Deshielo de Jrushchov" en el período de 1956-64. También se basó en relatos de rusos y ucranianos emigrados y exiliados en la década de 1930, e incluye un análisis de documentos soviéticos oficiales, como el censo soviético.
El aspecto más importante del libro fue que amplió la comprensión de la purga y fue más allá del recuento de los "juicios de Moscú", donde los líderes en decadencia del Partido Comunista Soviético, tales como Nikolái Bujarin y Grigori Zinóviev, fueron condenados y ejecutados. La cuestión de por qué estos líderes se habían declarado culpables y confesado varios crímenes en los juicios, se ha vuelto un tema de discusión para varios escritores occidentales y ha influido en varios libros, como 1984 de George Orwell y El cero y el infinito de Arthur Koestler.
Conquest sostuvo que los juicios y ejecuciones de estos antiguos líderes comunistas habían sido un detalle menor de las purgas. Según sus estimaciones, las hambrunas y purgas de Stalin habían llevado a la muerte a veinte millones de personas. Otros recuentos suben o bajan la cifra; por ejemplo, según el archivo y las evidencias demográficas que examinó Alec Nove, en la década de 1930 hubo entre diez y once millones de muertes causadas por el régimen, mientras que Norman Davies estima el número en cincuenta millones, abarcando todo el período de Stalin. En el prefacio de la edición por el cuadragésimo aniversario de El Gran Terror, Conquest declara:

"Los números exactos nunca se sabrán con completa certeza, pero el total de muertes causadas por todo el terror del régimen soviético no puede ser menor que quince millones".

Conquest criticó a los intelectuales occidentales por ser "ciegos" respecto a la Unión Soviética, y aseguró que el estalinismo era una consecuencia lógica del marxismo-leninismo, más que una aberración a partir del "verdadero" comunismo. Conquest no aceptó la afirmación de Nikita Jrushchov, apoyada por varios izquierdistas occidentales, de que Stalin y sus purgas eran una aberración a partir de los ideales de la "revolución" y contrarias a los principios del leninismo. Conquest explicó que el estalinismo fue una consecuencia natural del sistema establecido por Vladímir Lenin, aunque aceptó que las características personales de Stalin provocaron los horrores de la década de 1930. Neal Ascherson notó: "Todos en ese momento podían estar de acuerdo en que Stalin era un hombre muy malvado, pero todavía queríamos creer en Lenin; y Conquest decía que Lenin era igual de malo y que Stalin simplemente estaba llevando adelante el programa leninista".
Conquest acusó a figuras tales como Beatrice y Sidney Webb, George Bernard Shaw, Jean-Paul Sartre, Walter Duranty, Sir Bernard Pares, Harold Laski, D. N. Pritt, Theodore Dreiser, Bertolt Brecht y Romain Rolland de ser apologistas del estalinismo.
Después de que la era de la Glásnost de la década de 1980 revelara mucha más información sobre los archivos soviéticos, Conquest aseguró que la nueva información apoyaba sus argumentos. Cuando su editor le pidió que expandiera y revisara El Gran Terror, Conquest le respondió que titulara la nueva versión del libro como Se lo dije, malditos tontos ("I told you so, you fucking fools"). La nueva versión fue publicada en 1990 como El Gran Terror: Una reevaluación (ISBN 0-19-507132-8). Algunos críticos sostienen que el examen de los archivos después de la disolución de la URSS en 1991 desafía varias de las opiniones de Conquest.

## Otras obras
En 1986, Conquest publicó La cosecha del dolor: la colectivización soviética y la hambruna de terror, que trata sobre el Holodomor, la hambruna en Ucrania y en otros sitios de la URSS, que se debió a la colectivización de la agricultura bajo el régimen de Stalin entre 1929 y 1931, en la cual millones de campesinos fallecieron debido a la inanición, la deportación a campos de trabajo y la ejecución.
En este libro, Conquest fue aún más crítico con los intelectuales izquierdistas occidentales que lo que había sido en El Gran Terror. Los acusó de negar la escala completa de la hambruna y consideró sus puntos de vista como "una desgracia intelectual y moral a nivel masivo". Más tarde escribió que el mundo occidental había sido enfrentado con dos historias diferentes sobre la hambruna de la década de 1930, y acusó a varios intelectuales de haber creído la versión falsa: "¿Por qué un intelectual elegiría creer la versión falsa? Nada de esto puede contarse con términos intelectuales. Aceptar información sobre una materia donde existen evidencias totalmente contradictorias no es un acto racional".
Una de las obras recientes de Conquest fue Reflections on a Ravaged Century (1999) donde describe la atracción que los sistemas totalitarios parecen ejercer sobre los intelectuales occidentales. Traza los inicios de esta posición durante la Edad de la Razón, con su culminación durante la Revolución francesa.

## Últimos años
En 1962, Conquest se divorció de su segunda esposa y, en 1964, se casó con Caroleen MacFarlane. Este matrimonio se disolvió en 1978 y al año siguiente contrajo nupcias con Elizabeth Neece Wingate, una conferenciante de inglés e hija de un coronel de la Fuerza Aérea de Estados Unidos. En 1981, Conquest se mudó a California para tomar un puesto en la Universidad de Stanford.
En sus últimos años, Conquest fue investigador senior y especialista en la historia de la Unión Soviética en la Institución Hoover de la Universidad. También fue miembro adjunto del Centro de Estudios Estratégicos e Internacionales en Washington, D. C., y antiguo investigador asociado del Instituto de Investigación Ucraniana de la Universidad de Harvard. Asimismo, perteneció a varias organizaciones importantes para el estudio de la historia de la Europa del Este y a numerosas entidades similares que trabajan en otros campos.
Conquest siguió siendo un ciudadano británico y, en 1966, fue nombrado compañero de la Orden de San Miguel y San Jorge. Sus otros premios y honores incluyen el Richard Weaver Award for Scholarly Letters, el Premio Alexis de Tocqueville y el honor de haber sido elegido por la agencia federal National Endowment for the Humanities para realizar la Jefferson Lecture in the Humanities en 2003. En 1994 fue elegido Miembro de la Academia Británica y más tarde, de la Royal Society of Literatura y de la Academia Estadounidense de las Artes y las Ciencias. Fue un contribuyente frecuente del New York Review of Books, el The Times Literary Supplement y de otros periódicos.
En 1985, firma una petición a favor del armamento por los Estados Unidos de los Contras, grupos paramilitares de extrema derecha en Nicaragua.
Falleció a causa de neumonía el 3 de agosto de 2015 en Palo Alto, California, a los 98 años de edad.
Conquest fue adscrito por el también sovietólogo Stephen F. Cohen a la "Escuela Totalitarista".

## Obras históricas
Las fechas no son necesariamente las de la primera publicación.
- Common Sense About Russia (1960)
- Power and Politics in the USSR (1960)
- The Nation Killers: The Soviet Deportation of Nationalities (1960)
- Courage of Genius: The Pasternak Affair (1961)
- Industrial Workers in the USSR (1967)
- Soviet Nationalities Policy in Practice (1967)
- Agricultural Workers in the USSR (1968)
- The Soviet Police System (1968)
- Religion in the USSR (1968)
- The Soviet Political System (1968)
- Justice and the Legal System in the USSR (1968)
- El Gran Terror (1968)
- The Nation Killers: The Soviet Deportation of Nationalities (1970)
- Where Marx Went Wrong (1970)
- Lenin (Fontana Modern Masters, 1972)
- Kolyma: The Arctic Death Camps (1978)
- Inside Stalin's Secret Police: NKVD Politics, 1936-1939 (1985)
- What to Do When the Russians Come: A Survivor's Guide (1985)
- La cosecha del dolor: la colectivización soviética y la hambruna de terror (1986)
- Tyrants and Typewriters: Communiques in the Struggle for Truth (1989)
- Stalin and the Kirov Murder (1989)
- The Great Terror: A Reassessment (1990)
- Stalin: Breaker of Nations (1991)
- History, Humanity, and Truth (1993)
- Reflections on a Ravaged Century (1999)
- The Dragons of Expectation: Reality and Delusion in the Course of History., W.W. Norton y Company (2004), ISBN 0-393-05933-2